# Divinópolis do Tocantins
Divinópolis do Tocantins est une municipalité brésilienne située dans l'État du Tocantins.